# James Black (Schlagzeuger)
James Norbert Black (* 1. Februar 1940; † 30. August 1988 in New Orleans) war ein US-amerikanischer Rhythm-&-Blues- und Jazzmusiker (Schlagzeug, Komposition, auch Gesang). Der Schlagzeuger Herlin Riley ist von seinem Spiel beeinflusst; sein Kollege Ernie Elly lobte sein Spiel:
Black „hatte das Feuer...er hatte das New-Orleans-Feeling, außerdem verschiedene Polyrhythmen, Kreuzrhythmen, alles, er war phänomenal“.

## Leben und Wirken
James Black besuchte die Southern University in Baton Rouge. Er begann seine Musikerkarriere in New Orleans, wo er um 1960 u. a. mit
Ellis Marsalis, Fats Domino und Johnny Adams spielte. Black 1961 zog er nach New York, um mit der Sängerin Tammi Lynn zu arbeiten. In den folgenden sechs Jahren spielte er dort außerdem mit Lionel Hampton, Horace Silver, Yusef Lateef und Eric Gale; auch tourte er mit Dr. John, Freddie Hubbard und den Dukes of Dixieland. Aufnahmen entstanden in seiner Heimatstadt mit Cannonball und Nat Adderley (In New Orleans, In the Bag, 1962) und Ellis Marsalis, zu dessen Album Monkey Puzzle (1963) Black mehrere Kompositionen beisteuerte. Mitte des Jahrzehnts musste er seine Karriere unterbrechen, als er eine Haftstrafe wegen eines Drogendelikts im Angola State Penitentiary absitzen musste; im Gefängnis spielte er in einer Band mit dem Bluespianisten James Booker und dem Saxophonisten Charles Neville.
Ende der 1960er-Jahre spielte Black im R&B-Umfeld im Raum New Orleans; ab 1968 als Sessionmusiker für das Label Scram Records. Er wirkte u. a. bei Eddie Bos Hit-Single „Hook and Sling“ mit; ferner arbeitete er im Bereich des Jazz mit Ellis Marsalis’ Band ELM Music Company, die ab 1972 ein Engagement im Club Lu and Charlie's hatte. In den folgenden Jahren arbeitete Black auch mit einer eigenen Formation, dem James Black Ensemble, in der Sister Mary Bonette Sängerin war. In den 1980er-Jahren arbeitete er außerdem mit Frank Tapani, Cassandra Wilson, Wynton Marsalis (Fathers & Sons, 1982), Germaine Bazzle und zuletzt in London im Juli 1988 mit Vaughan Hawthorne. Im Bereich des Jazz war er zwischen 1961 und 1988 an 17 Aufnahmesessions beteiligt. Black starb 1988 im Alter von 48 Jahren an den Folgen von Drogenmissbrauch (Überdosis).
2002 versammelte das Label Night Train Aufnahmen von Black unter dem Titel I Need Altitude: Rare and Unreleased New Orleans Jazz and Funk, 1968-1978. 2003 präsentierten Ellis und Wynton Marsalis ein Konzert mit Kompositionen von Black bei Jazz at Lincoln Center.